# Bundesgesetzblatt (Tyskland)

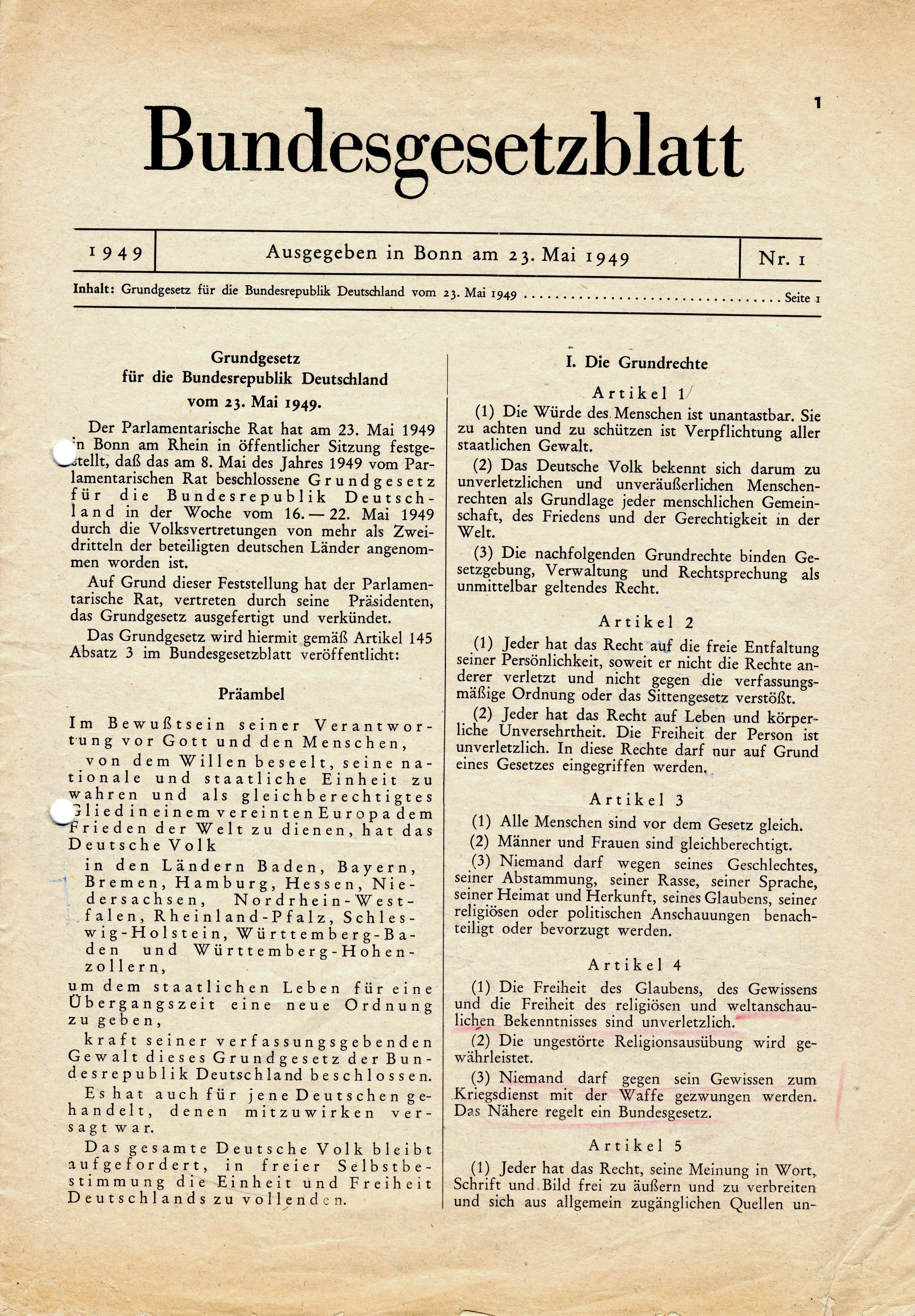
Bundesgesetzblatt nummer 1 från 1949 med första artiklarna i Tysklands grundlag.

Bundesgesetzblatt, på tyska förkortat BGBl., är sedan 1949 Förbundsrepubliken Tysklands officiella tidning för kungörelser från officiella statsorgan.
Den ges ut av Tysklands justitie- och konsumentskyddsministerium i Bonn och drivs av Bundesanzeiger Verlag, sedan 2006 ett helägt dotterbolag till mediekoncernen DuMont.

## Bakgrund
Enligt Tysklands grundlag, artikel 82, 1:a stycket, vinner en federal lag i Tyskland laga kraft först om den kungjorts i Bundesgesetzblatt.
Bundesgesetzblatt indelas i tre delar:
- Del I publicerar 
  - Lagar stiftade av Tysklands förbundsdag med undantag för mellanstatliga fördrag
  - Förordningar, med undantag för de som publiceras i Bundesanzeiger, eller trafikförordningar som publiceras i Verkehrsblatt av Trafik-, bygg- och bostadsministeriet.
  - Beslut om ansvarsområden enligt artikel 129 i Tysklands grundlag
  - Domslut i Förbundsförfattningsdomstolen
  - Förordningar och kungörelser av Tysklands förbundspresident
  - Organisatoriska kungörelser av Tysklands förbundskansler enligt Tysklands förbundsregerings arbetsordning, paragraf 9
  - Kungörelser av Tysklands förbundsdags och Tysklands förbundsråds inre angelägenheter, som arbetsordningar

Andra kungörelser publiceras enbart i del I om detta föreskrivs i lag. Tysklands förbundsregerings arbetsordning och ministeriernas arbetsordningar publiceras inte här utan i Gemeinsames Ministerialblatt. 
- Del II publicerar folkrättsliga överenskommelser och mellanstatliga fördrag, vilka träder i kraft genom kungörelser här, samt tulltariffer.
- Del III publicerar gällande lagtext för Förbundsrepubliken Tyskland.

## Historik
Bundesgesetzblatt blev i samband med Förbundsrepublikens grundande 1949 efterföljare till Reichsgesetzblatt, som fyllde motsvarande funktion i Tyska kejsardömet, Weimarrepubliken och Nazityskland från 1871 till 1945. 1998 delprivatiserades utgivningen och sedan 2006 är tidningen helägd av DuMontkoncernen. Texten kan även kostnadsfritt läsas elektroniskt. Sedan 2018 publicerar även Open Knowledge Foundations tyska gren texten fritt för sökning, tryck och kopiering på Internet i strid med Bundesanzeiger Verlags upphovsrätt. Enligt dåvarande justitieminister Katarina Barley väntas tidningen från 2022 ersättas av en elektronisk medborgarportal, men detta kräver en grundlagsändring.